# Zuhair Murad
Zuhair Murad (in arabo زهير مراد‎?; Ras, 1971) è uno stilista libanese.

## Biografia
Zuhair Murad nasce da una famiglia cattolica melchita a Ras. Poco dopo il liceo, si trasferisce a Parigi, dove si laurea in moda.
Nel 1999 Murad fa la sua prima apparizione sulle passerelle di Roma con un'acclamata collezione grazie alla quale ha potuto partecipare al calendario italiano. Nel 1995, Murad apre la sua terza sede principale a Beirut. Le sue ampie linee comprendono capi di alta moda, prêt-à-porter e accessori. Sono in corso progetti per espandere la linea di moda includendo prodotti di bellezza, profumi, costumi da bagno e intimo, e anche arredamento. Sono state aperte anche due boutique (showroom inclusi); la prima a Beirut in Charles Helou Avenue e la seconda in rue Francois I a Parigi. Murad è inoltre proprietario di uno showroom a Milano in Via Borgogna.
Adele, Marion Cotillard, Taylor Swift, Carrie Underwood, Ivana Trump, Cheryl Fernandez-Versini, Beyoncé Knowles, Jennifer Lopez, Kellie Pickler, Najwa Karam, Shakira, Katy Perry, Christina Applegate, Vanessa Williams, Ana Ortiz e molti altri sono stati visti indossare i suoi vestiti. Murad ha anche vestito artisti del calibro di Najwa Karam nei suoi videoclip " Lashhad Hobbak " e "MaFi Noum". Priyanka Chopra ha indossato, ai suoi primi Oscar nel 2016, un abito bianco senza spalline, realizzato da Zuhair Murad. Miley Cyrus è stata vista indossare una delle sue creazioni agli Academy Awards e Christina Aguilera e Jennifer Lopez hanno indossato degli abiti di Murad ai Golden Globe Awards del 2011. Murad ha anche disegnato l'abito di Miss France Chloé Mortaud, in occasione della sua partecipazione a Miss Universo 2009, e 5 abiti per la finale di Miss France 2010. Florence Welch è stata vista indossare, in occasione dei BRITs, una delle creazioni di Murad: un vestito di seta d'argento con motivi di perline d'oro e d'argento.
Nina Dobrev, Christina Aguilera, Wanda Sykes e la cantante Jewel sono apparse pubblicamente indossando abiti di Zuhair Murad agli Emmy Awards 2010. Kerry Washington ha indossato uno dei suoi abiti agli Emmy Awards 2011. Anche Fergie ha spesso indossato i suoi modelli. La principessa al-Taweel dell'Arabia Saudita ha indossato una delle creazioni di Murad in occasione del matrimonio del principe William e Catherine, duchessa di Cambridge.
Blake Lively indossava un abito della collezione Couture primavera 2012 di Zuhair Murad  alla prima mondiale del suo film "Le belve" al Westwood Village. In precedenza era stata vista con un vestito di Zuhair Murad anche in un episodio della quarta stagione di Gossip Girl intitolato "Juliet non vive più qui". Kristen Stewart ha indossato un abito di Zuhair Murad al Toronto Film Festival 2012 per la proiezione del suo film On the Road;  e anche alla prima del film The Twilight Saga: Breaking Dawn - Parte 2, a Los Angeles.
L'attrice francese Marion Cotillard ha indossato un abito floreale della collezione autunno 2012 di Zuhair Murad ai Critics' Choice Awards 2013.